# Пані Труде
Пані Труде (нім. Frau Trude) — казка зі збірки братів Грімм «Дитячі та сімейні казки» (1812). Опублікована під номером 43. Згідно з класифікацією казкових сюжетів Аарне-Томпсона має номер 334, «Дім відьми».
Казка відрізняється тим, що виграє зла відьма, а дитина програє, але відповідає загальній тематиці казок братів Грімм, де діти, які не слухаються своїх батьків, отримують заслужене покарання. Саме ця деталь робить цю казку типовою оповідкою братів Грімм
.

## Сюжет
Норовлива і зухвала дівчинки не слухається своїх батьків і попри їхні застереження захоплюється таємничою особою пані Труде. Не зважаючи на заборону батьків, рішуча дівчина вирушає відвідати дім пані Труде.
Коли та прийшла, пані Труде помічає бліду дівчинку і запитує причину її страху. Здригаючись, дівчина розповідає, що бачила дивні постаті перед будинком: чорного, зеленого і криваво-червоного чоловіка. Пані Труде спокійно пояснює, що це — вугляр, мисливець і м'ясник. Однак, коли дівчина згадує про те, що бачила також чорта з вогненною головою, пані Труде каже, що чекала на дівчину, і перетворює її на дерев'яну колоду, кидаючи у її вогонь.
Коли полум'я добре розгорілося, відьма сидить поруч, насолоджуючись теплом і захоплюється яскравістю світла.